# Bowery Ballroom

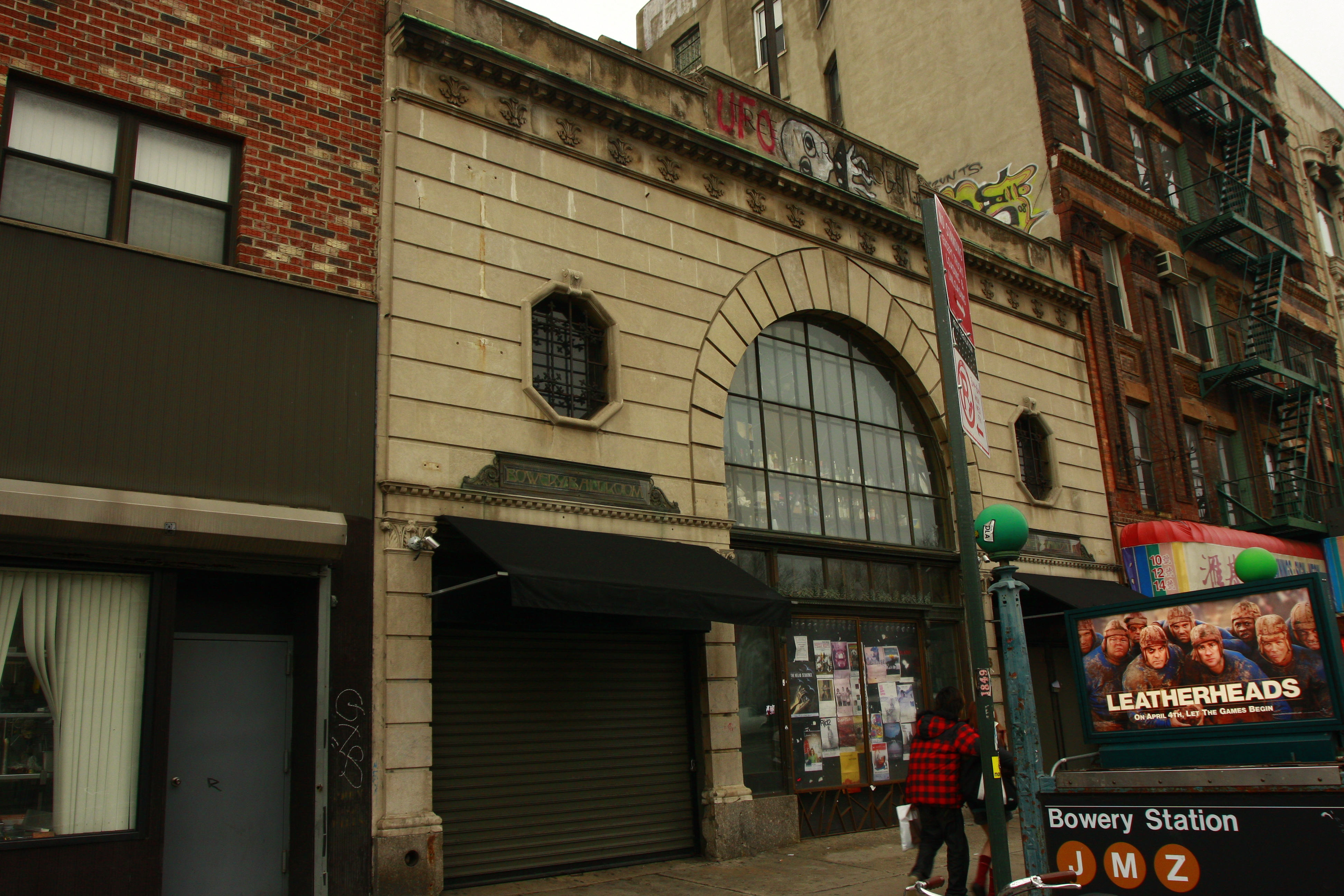

Bowery Ballroom är en konsertscen belägen i området Bowery i New York. Byggnaden färdigställdes strax innan Wall Street-kraschen i oktober 1929.